# کانال الاولی
کانال الاولی (عربی: قناة الأولى) کانال یک تلویزیون ملی در مراکش است؛ که مجموعه‌ای از خدمات عمومی از جمله تمامی خدمات و اطلاعات، موضوعات فرهنگی و سرگرمی‌ها را برای بینندگان و شهروندان خود در مراکش، جهان عرب و اروپا ارائه می‌دهد.

## تاریخچه
کانال ملی مراکشی برنامه‌هایش را به صورت سیاه و سفید در روز استقلال در ۳ مارس ۱۹۶۱ شروع کرد. پخش رنگی آن تنها در سال ۱۹۷۲ شروع شد.
در ۳ مارس ۱۹۹۳، رادیو ملی مراکش نیز وارد پخش ماهواره‌ای از طریق ماهواره «یوتل ست» شد. در نتیجه رادیو ملی به دنیای دیجیتال برای پخش و ضبط، برنامه‌های رادیویی و بین‌المللی وارد گردید.

## سازمان کار
سازماندهی مدیریت کانال
- فیصل العرایشی: رئیس اداره[۲]
- محمد عیاد: مدیر کل
- فاطمة بارودی: مدیر اخبار تلویزیون
- علمی خلوقی: مدیر مرکزی تولید و برنامه‌ریزی رادیو
- المومن فاطمة:مدیر روابط بین‌المللی
- سعید زدوق: مدیر برنامه‌های ورزشی

## موقعیت قانونی
موقعیت قانونی تلویزیون مراکشی به این گونه بود که بتدریج از صلاحیت قانونی و استقلال مالی به یک نهاد عمومی تبدیل شد و سپس در اداره مرکزی وزارت ارتباطات با تصویب لایحه بودجه ادغام گردید.

## سرمایه‌گذاری
اولین سرمایه‌گذاری متعلق به شرکت ملی رادیو و تلویزیون که یک شرکت سهامی تحت قانون مراکش است، انجام شد و کل سرمایه آن در مالکیت دولت بود.
بودجه این کانال توسط کمک مالی دولتی به همراه مالیات که به شکل سهام بود در لایحه مصرف انرژی خانوارهای مراکش در نظر گرفته شد.
در سال‌های ۱۹۹۵ و ۱۹۹۶، وزیر ارتباطات، برای این کانال یک بسته مالی به مبلغ ۱۳ میلیون درهم به تصویب رساند. بودجه این سازمان در سال ۱۹۹۶ به‌طور قابل توجهی افزایش یافت و به ۵۹۸ میلیون دلار در سال مالی ۱۹۹۶–۱۹۹۷ رسید.